# Prosopocera superba
Prosopocera superba là một loài bọ cánh cứng trong họ Cerambycidae.